# 竹林亭虎生
竹林亭 虎生（ちくりんてい こしょう）は、落語家の名跡。現在は空き名跡で、三代を数える。
- 初代竹林亭虎生 - 後∶二代目三遊亭圓生
- 二代目竹林亭虎生 - 初代三升亭小勝門下「三升亭小遊」から初代三遊亭圓生門下で「二代目竹林亭虎生」を名乗る。
- 三代目竹林亭虎生 - 後∶六代目船遊亭扇橋